# The Portrait (film 1913)
The Portrait è un cortometraggio muto del 1913 diretto da George Lessey.

## Produzione
Il film fu prodotto dalla Edison Company.

## Distribuzione
Distribuito dalla General Film Company, il film - un cortometraggio in una bobina - uscì nelle sale cinematografiche degli Stati Uniti il 18 marzo 1913. Copia della pellicola viene conservata negli archivi del MOMA di New York.